# Alexis Sánchez
Alexis Alejandro Sánchez Sánchez (spansk udtale: [aˈleksis ˈsantʃes]; født 19. december 1988) er en chilensk fodboldspiller, der spiller for Inter Milan og på Chiles landshold som angriber.
Alexis Sanchez blev født i Tocopilla, hvor han begyndte at spille i regionale fodboldturneringer som angriber på Cobreloas ungdomshold. Han er kendt for sine evner som målscorer, med en meget stærk afslutningsevne, og hans styrke i kontrastød, i pasningsspillet og på dødbolde.

## Karriere

### Cobreloa
Efter sin første sæson for Cobreloas førstehold blev Sánchez i 2006 solgt til den italienske klub Udinese Calcio.

### Udinese Calcio
Sánchez blev umiddelbart efter lånt ud til Colo-Colo, et af Chiles største og mest succesrige hold. Efter et år i Colo-Colo blev Udinese og den argentinske klub River Plate enige om en låneaftale for sæsonen 2007-08. Sánchez endelig blev en del af Udineses trup i juli 2008, og scorede sit første Serie A-mål mod Lecce den 19. oktober samme år. I sæsonen 2010-11 var han en af Udineses største profiler, scorede 12 ligamål og var medvirkende til Udineses 4. plads i den italienske Serie A.

### F.C. Barcelona
I 2011 købte F.C. Barcelona Alexis Sánchez for £25 millioner, en pris som gjorde ham til den dyreste chilenske fodboldspiller nogensinde. Han blev ligeledes den første chilener i FC Barcelona. I Barcelona havde Sánchez svært ved at blive en fast del af startopstillingen, men særligt i hans tredje sæson, i 2013-14, viste han sine evner som målscorer med 19 ligamål i den spanske Primera Division.

### Arsenal F.C.
Alexis Sánchez skrev den 10. juli 2014 under på en kontrakt med Arsenal F.C. Prisen på Sanchez' skifte fra FC Barcelona blev ikke offentliggjort, men engelske medier har spekuleret i en pris på mellem 30 og 35 millioner britiske pund, hvilket ville gøre handlen til Arsenals ottende dyreste spillerindkøb nogensinde efter Mesut Özil, Alexandre Lacazette, Pierre Emerick Aubameyang, Nicolas Pepe, Thomas Partey og Ben White.

### Manchester United
Efter tre og en halv sæsoner i Arsenal flyttede Sánchez nordpå til Manchester United F.C. i januar 2018. Her fik han ikke umiddelbart succes.

### Inter
Med begrænset spilletid i United var det derfor ikke overraskende, at han blev udlejet i sommeren 2019, og der blev opnået enighed om et étårigt lejemål hos den italienske Serie A-klub Inter.
Den 6 august 2020 skiftede Sanchez til Inter på en fri transfer.
Marseille
Forud for 2022-2023 sæsonen skiftede Sánchez til den franske Ligue 1-klub Olympique de Marseille på en fri transfer fra Inter. Sánchez underskrev en étårig kontrakt med mulighed for forlængelse på et ekstra år fra begge parters side.